# Variazioni su un tema rococò
Le Variazioni su un tema rococò, Op. 33, per violoncello e orchestra furono la composizione di Pëtr Il'ič Čajkovskij più vicina ad un concerto per violoncello. Pur ispirate a uno stile mozartiano e classicista, il tema su cui sono basate non è preesistente, ma originale del compositore.

## Storia della composizione
Čajkovskij scrisse questo lavoro fra il dicembre 1876 e marzo 1877, poco dopo il poema sinfonico Francesca da Rimini, aiutato da Wilhelm Fitzenhagen, un violoncellista tedesco che insegnava al conservatorio di Mosca. Fitzenhagen, a cui la composizione fu dedicata, suonò la parte solista alla prima esecuzione, il 18 (30) novembre 1877, sotto la direzione di Nikolaj Rubinštejn. Questa fu forse l'unica esecuzione delle Variazioni nella versione originale di Čajkovskij fino al 1941, quando furono di nuove eseguite a Mosca senza adottare la revisione di Fitzenhagen, che era fino ad allora la versione standard. Infatti Čajkovskij stesso chiese a Fitzenhagen di rivedere la composizione e, sentendosi insicuro, permise che i cambiamenti apportati da Fitzenhagen rimanessero, cosicché fu questa revisione a venire pubblicata e regolarmente eseguita. Si racconta che, undici anni dopo, uno studente di Fitzenhagen, Anatolij Brandukov, domandò ai due se fosse opportuno ripristinare l'idea originale di Čajkovskij, e, apparentemente irritato, il compositore rispose che fosse meglio che le cose rimanessero così come erano. Così le Variazioni su un tema rococò furono eseguite secondo la revisione Fitzenhagen, finché il violoncellista russo Viktor Kubatskij fece delle ricerche su questa composizione e, sottoponendeo ai raggi X il manoscritto originale di Čajkovskij, scoprì varie riscritture e note che gli permisero di ricostruire la versione originale del compositore, che pubblicò per la prima volta. 

## Struttura della composizione
La composizione è articolata in un tema e otto variazioni (sette nella revisione di Fitzenhagen, che ne cambia anche l'ordine di esecuzione). Il lavoro presenta difficoltà per il solista, che deve suonare di continuo nel registro alto usando il pollice capotasto. La tabella che segue presenta la sequenza delle variazioni nelle due versioni: 
| Variazioni su un tema rococò                            |                                          |
| Čajkovskij                                              | Fitzenhagen                              |
| Moderato assai quasi Andante – Thema: Moderato semplice | Idem                                     |
| Variazione I: Tempo della Thema                         | Idem                                     |
| Variazione II: Tempo della Thema — Cadenza              | Idem, con la fine della var. VI          |
| Variazione III: Andante                                 | Variazione VII                           |
| Variazione IV: Allegro vivo                             | Variazione V                             |
| Variazione V: Andante grazioso                          | Variazione VI, con la fine della var. II |
| Variazione VI: Allegro moderato                         | Variazione III                           |
| Variazione VII: Andante sostenuto                       | Variazione IV                            |
| Variazione VIII: Allegro moderato con anima             | Eliminata                                |
| Coda                                                    | Idem                                     |